# Tier im Fokus
Tier im Fokus (offiziell tier-im-fokus.ch, oft auch nur tif) ist eine Schweizer Tierrechtsorganisation.

## Organisation
Die Organisation wurde 2009 als gemeinnütziger Verein mit Sitz in Bern gegründet und finanziert sich über Mitgliedsbeiträge und Spenden. Sie vertritt eine antispeziesistische Position, das heisst, sie lehnt jede Diskriminierung und Ausbeutung von empfindungsfähigen Lebewesen ab. Sie setzt sich für unveräusserliche Rechte aller Tiere ein, befasst sich aber schwerpunktmässig mit Nutztieren.

## Ziele
Tier im Fokus hat 2023 eine umfassende Theory of Change entwickelt, die als Orientierung für die gesamte Tierrechtsbewegung dienen soll. Diese Theory of Change umfasst drei langfristige Ziele:
1. Etablierung einer gewaltfreien Wertschöpfungskette: Die Theory of Change sieht die Entwicklung und Förderung von Technologien und Alternativen vor, die das Wohl der Tiere respektieren. Dazu zählen vegane Lebensmittel und Kleidung, kultiviertes Fleisch sowie tierversuchsfreie Forschung.
2. Etablierung eines inklusiven und egalitären Weltbildes: Sie zielt darauf ab, eine kulturelle Veränderung herbeizuführen, die speziesistische, egoistische, dominatorische und patriarchalische Denkweisen überwindet. Stattdessen soll ein ökologisches, empathisches und respektvolles Verständnis von Mensch-Tier-Beziehungen gefördert werden.
3. Schaffung struktureller Gerechtigkeit: Das letzte Ziel beinhaltet die Einführung von politischen und rechtlichen Rahmenbedingungen, die alle empfindungsfähigen Spezies am Allgemeinwohl beteiligen.

## Tätigkeit
Neben der Unterstützung von Gnadenhöfen regt die Organisation durch verschiedene Tätigkeiten an, den menschlichen Umgang mit Tieren grundlegend zu hinterfragen und vegane Alternativen zur Tierproduktion zu fördern.

### Kampagnen
2014 veröffentlichte der Verein den «Schweine-Report», bei dem aktuelles Bildmaterial aus zehn Schweizer Schweinebetrieben der Kantone Luzern, Bern, Waadt, Fribourg veröffentlicht wurde. Der Schweine-Report führte zu mehreren politischen Vorstössen auf regionaler und nationaler Ebene. Im Januar 2015 hat die Organisation vor dem Bundeshaus in Bern Ausschnitte aus dem im Herbst 2014 von ihr publizierten Schweine-Report auf Grossleinwand gezeigt. Auch im Bereich der Geflügelproduktion wurden viele Missstände dokumentiert. Tier im Fokus war 2019 zum dritten Mal mit einem eigenen Stand an der BEA vertreten.

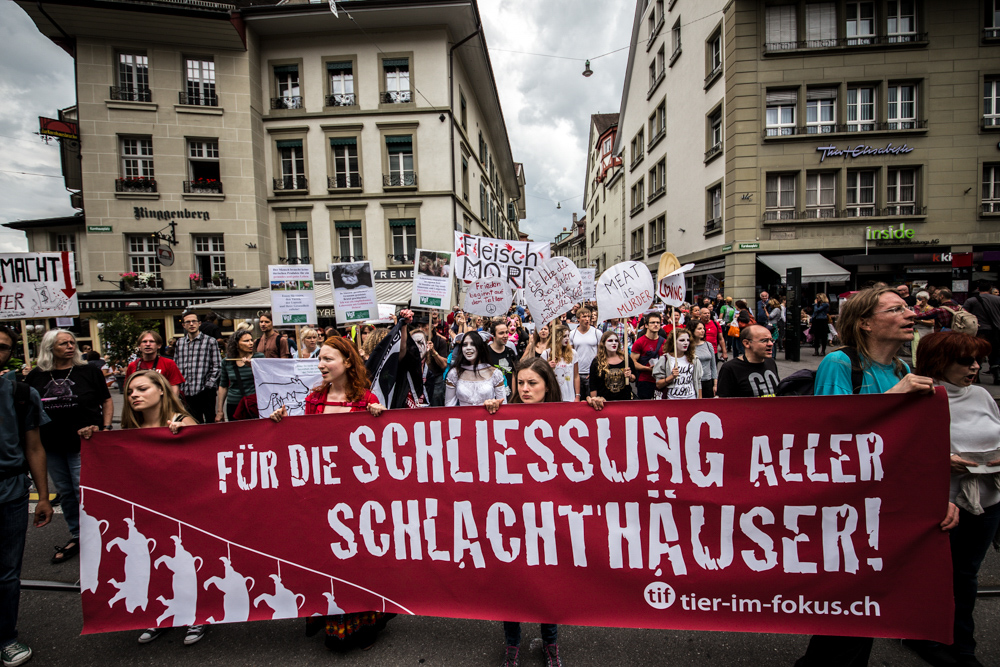
Tierrechtsdemo von Tier im Fokus in Bern 2014

Die Organisation hat 2015 mit Tierschutzvereinigungen und politischen Parteien das Referendum gegen den Ausbau des Tierversuchs-Labors an der Universität Bern ergriffen, das im Sommer 2015 zustande kam. Zudem lancierte sie ebenfalls 2015 eine Petition gegen die staatlich subventionierte Fleischwerbung.
Im Bereich der Geflügelproduktion dokumentierte Tier im Fokus 2016 tote und verweste Hühner in einem Stall von Frifag, der Nummer drei der Schweiz.
2018 sorgte die Kampagne «Der grosse Hühner-Schwindel» für Schlagzeilen, deren Aufnahmen eine hohe Mortalität bei Masthühnern dokumentierte. Die Stiftung für das Tier im Recht reichte daraufhin diverse Anzeigen wegen mehrfacher Tierquälerei ein. Die dokumentierten Betriebe gelten formal als «besonders tierfreundliche Stallungen» (BTS), ein staatliches Tierwohlprogramm, das mit Steuergeldern finanziert wird. Laut einer repräsentativen Umfrage von gfs.zürich widersprachen die dokumentierten Zustände den Erwartungen der Bevölkerung. Tier im Fokus reichte später bei der Lauterkeitskommission Beschwerde gegen eine unlautere Hühnerfleisch-Werbung von Proviande ein und bekam teilweise Recht.
2019 enthüllte die Organisation Tierquälerei beim Verladen von Schweinen.
Im Jahr 2021 veröffentlichte Tier im Fokus erneut verdeckte Aufnahmen aus Schweizer Mastbetrieben, welche zeigten, wie Bauern kranke Küken und Masthühner regelwidrig ohne vorherige Betäubung per Genickbruch töteten. Die Organisation kritisierte die illegale Praxis als symptomatisch für die Folgen der industriellen Hochleistungszucht, bei der Masthühner auf schnelles Wachstum gezüchtet werden und daher häufig an schweren gesundheitlichen Problemen wie Beinschäden oder Herz-Kreislauf-Erkrankungen leiden und vorzeitig sterben. Gleichzeitig lancierte die Organisation eine Petition zur Abschaffung sogenannter «Qualzuchten» in der Hühnermast. Diese Forderung wurde politisch aufgenommen, indem die Nationalrätin Meret Schneider (Grüne) eine Motion für ein Verbot von Qualzuchten einreichte, die jedoch 2023 unbehandelt abgeschrieben wurde.
2024 reichte Tier im Fokus erneut Beschwerde bei der Lauterkeitskommission gegen die Werbekampagne «Schweizer Fleisch» des Branchenverbands Proviande ein. Die Organisation kritisierte, Proviande stelle in bezahlten Werbeartikeln die Tierschutzbestimmungen irreführend dar, indem etwa behauptet wurde, in der Schweiz dürfe «keinem Tier Schmerz, Leid oder Schaden zugefügt werden», und es sei verboten, Schweine und Hühner zu kupieren. Laut Tier im Fokus seien diese Aussagen falsch, da das Schweizer Tierschutzgesetz solche Praktiken unter bestimmten Umständen durchaus erlaube. Die Lauterkeitskommission bestätigte im Februar 2024, dass die Werbeaussagen tatsächlich «irreführend» seien und empfahl eine Klarstellung.

### Strassenaktionen
Die Organisation führt Strassenaktionen durch, die sich gegen Image- und Werbekampagnen der Tierindustrie – konkret etwa Proviande und Swissmilk – richten. International Aufsehen erregte eine Aktion, bei der die Organisation vorgab, Hundefleisch zu verkaufen; tatsächlich handelte es sich um vegane Würste. 2014 und 2015 veranstaltete Tier im Fokus eine Demonstration mit der Kernforderung der «Schliessung aller Schlachthäuser». Weitere grössere Demos plädierten 2016 für ein «Ende des Speziesismus» und 2017/18 für die «Abschaffung der Nutztierhaltung».

### Förderung des Veganismus
Die Organisation vertritt die Auffassung, dass jedes Tierleid unnötig ist, wenn es sich vermeiden lässt bzw. Alternativen verfügbar sind. Zu diesen Alternativen zählt im Bereich der Ernährung der Veganismus. Entsprechend besteht ein Teil der Tätigkeit der Organisation in der Bekanntmachung und Förderung der veganen Lebensweise durch Aktionen wie regelmässige öffentliche Stammtische oder veganes Grillieren – «Grilling Without Killing» – auf öffentlichen Plätzen.
Tier im Fokus lancierte 2018 die erste landesweite Plakatkampagne in der Schweiz, die mit einer Vegan Challenge zur veganen Lebensweise aufrief. Laut eigenen Angaben beteiligten sich daran über 1000 Leute.
2019 veröffentlichte Tier im Fokus den «Vegan Barometer 2019», mit 2444 Teilnehmenden die bisher grösste Umfrage zum veganen Lebensstil in der Schweiz. Die Umfrage drehte sich um Motive, Gesundheit, politische Einstellungen und veganes Leben in der Schweiz.

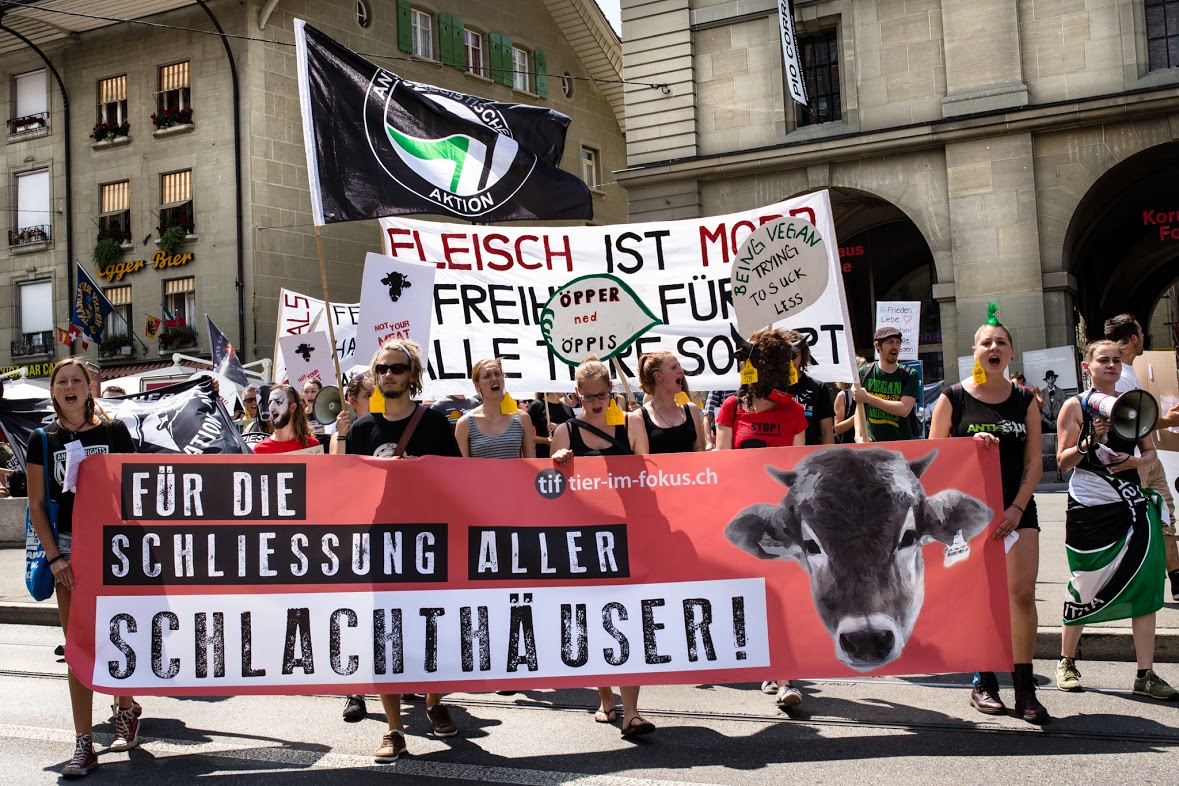
Demonstration zur „Schliessung aller Schlachthäuser“ von Tier im Fokus (Sommer 2015)
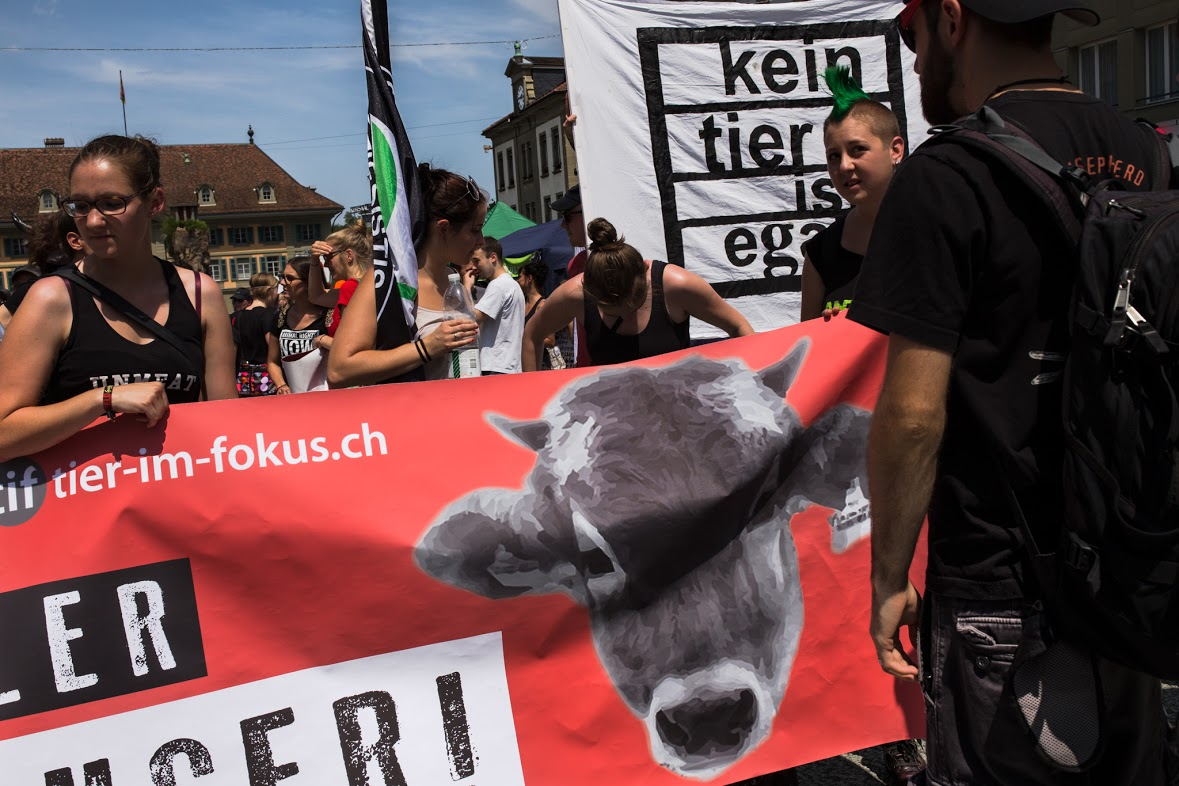
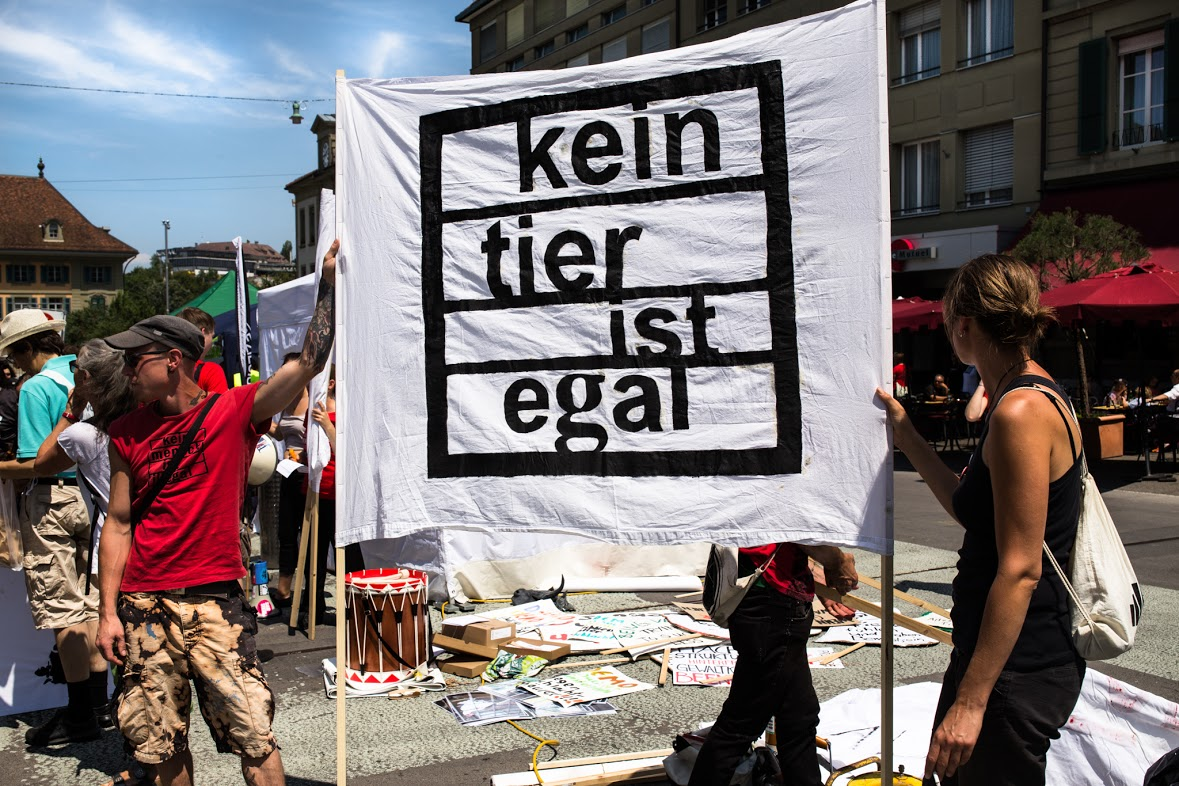
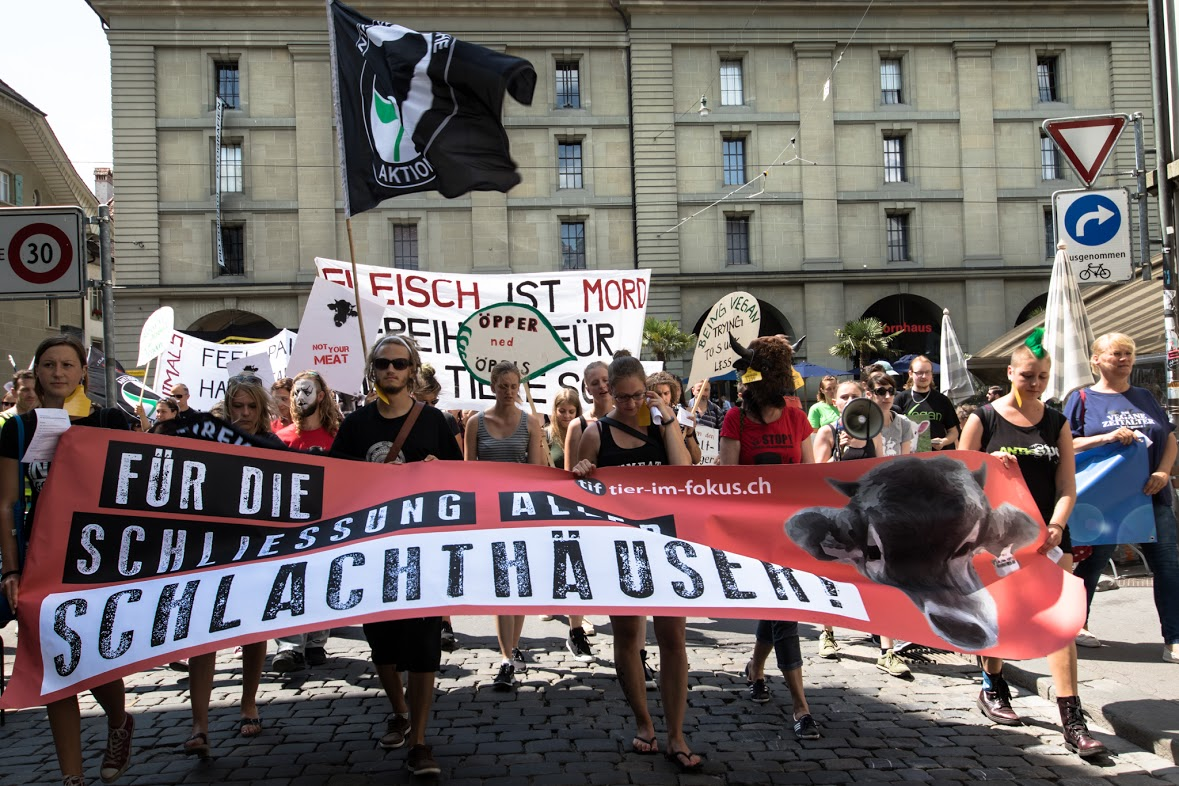
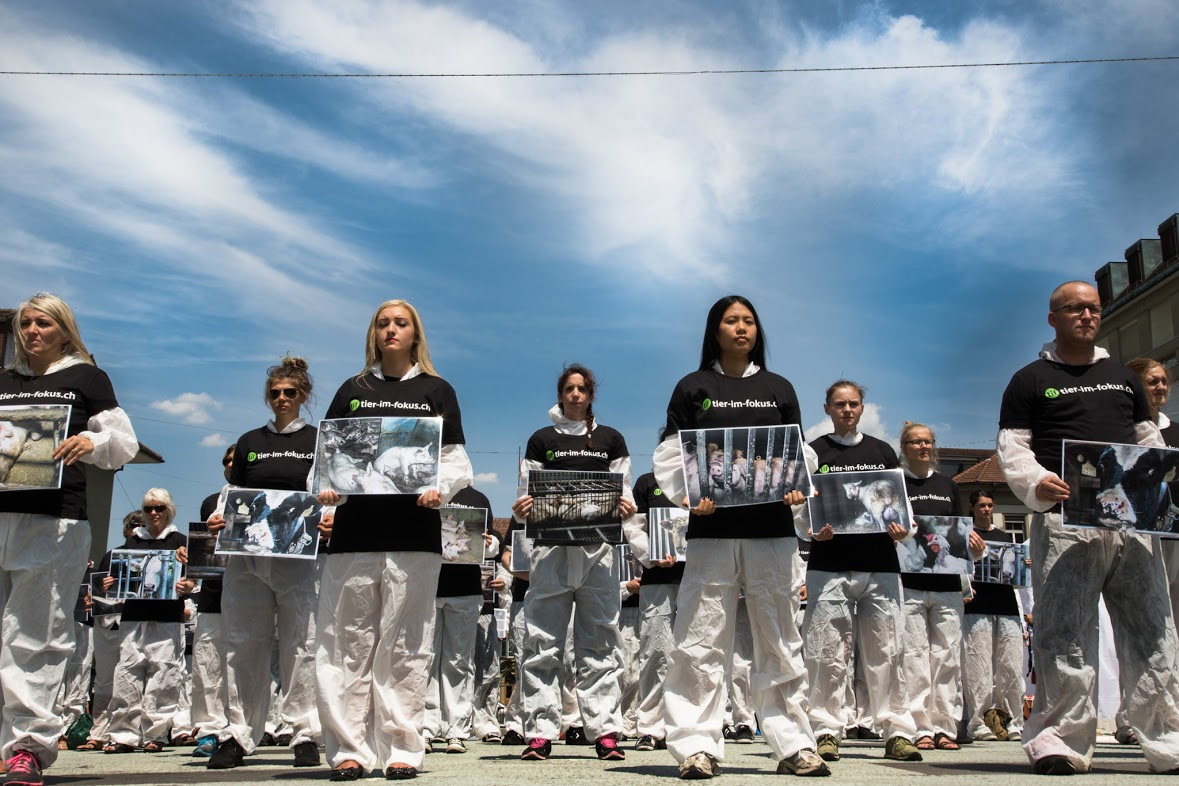
Tierkörperaktion

### Politik
Seit 1. Januar 2025 ist Tier im Fokus mit Tobias Sennhauser im Berner Stadtrat vertreten. Im Mai 2025 reichte er zusammen mit Mitstreitern einen Vorstoss zu mehr pflanzlicher Ernährung in Betrieben der Stadt Bern ein.